# Kawasaki GTR 1400
Kawasaki GTR 1400 – japoński motocykl sportowo-turystyczny produkowany przez Kawasaki od 2007 roku. Jest następcą Kawasaki GTR 1000.

## Dane techniczne/Osiągi
Silnik: R4

Pojemność silnika: 1352 cm³

Moc maksymalna: 155 KM/8800 obr./min

Maksymalny moment obrotowy: 136 Nm/6200 obr./min

Prędkość maksymalna: 255 km/h 

Przyspieszenie 0-100 km/h: 3,2 s